# The Edge
David Howell Evans (* 8. srpna 1961 Barking, Essex), známý především pod pseudonymem The Edge (nebo jen Edge), je hudebník, skladatel a zpěvák známý především jako kytarista, klávesák a zpěvák rockové kapely U2. Jejím členem je už od jejího vzniku a celkem s kapelou nahrál 12 studiových alb. Vydal též jednu sólovou nahrávku.
The Edge se narodil v Essexu v Anglii velšským rodičům. Když byl malý, rodina se přestěhovala do Irska, kde také vyrostl. V roce 1976, když navštěvoval Mount Temple Comprehensive School, založil se starším bratrem Dikem a svými spolužáky kapelu U2. Hráli vlastní materiál inspirovaný punk rockem. Nakonec se z U2 stala jedna z nejoblíbenějších kapel populární hudby. Mezi jejich úspěchy patří například alba The Joshua Tree (1987) a Achtung Baby (1991).
Jako člen U2 i jako jednotlivec vedl The Edge kampaně za lidská práva a na dobročinné účely. Založil charitu Music Rising na pomoc hudebníkům postiženým hurikánem Katrina. S Bonem spolupracoval na různých projektech, včetně soundtracku k muzikálu Spider-Man: Turn Off the Dark nebo divadelní adaptace Mechanického pomeranče. V žebříčku 100 nejlepších kytaristů všech dob („The 100 Greatest Guitarists of All Time“) časopisu Rolling Stone se The Edge umístil na 38. místě.

## Osobní život
David Howell Evans se narodil v Barking Maternity Hospital v Essexu jako druhé dítě velšských rodičů Garvina a Gwendy Evansových. Ti pocházeli z Llanelli v jižním Walesu. The Edge má staršího bratra Richarda (často zvaný jako „Dik“) a mladší sestru Gillian. Evansovi žili v Chadwell Heath, ale kolem roku 1962 bylo Garvinovi v práci nabídnuto povýšení s podmínkou, že se přestěhuje do hrabství Dublin. Rodina tuto nabídku přijala.
The Edge navštěvoval St Andrew's National School. Učil se hrát na klavír a na kytaru a občas vystupoval se svým bratrem Dikem. Když chodili na Mount Temple Comprehensive School, odpověděli na inzerát Larryho Mullena, Jr., který hledal spoluhráče do kapely. Kapela se několikrát přejmenovala, naposledy v březnu 1978 na U2 (Dik Evans kapelu opustil krátce před touto událostí). U2 začali vystupovat na různých místech v Irsku a postupně si získávali stále více příznivců. V roce 1980 vydali své debutové album Boy.
V roce 1981 The Edge z náboženských důvodů uvažoval o odchodu z kapely, ale nakonec se rozhodl zůstat. Krátce poté napsal píseň „Sunday Bloody Sunday“. 12. července 1983 se oženil se svou spolužačkou Aislinn O'Sullivan. Mají spolu tři dcery: Hollie (*1984), Arran (*1985) a Blue Angel (*1989). Rozešli se spolu v roce 1990, ale kvůli irským zákonům se mohli rozvést až v roce 1996.
V roce 1993 začal The Edge chodit s Morleigh Steinberg, profesionální tanečnicí a choreografkou, kterou kapela najala na jejich turné Zoo TV Tour jako břišní tanečnici. Mají spolu dceru Sian (*1997) a syna Leviho (*1999). The Edge a Morleigh se vzali 22. června 2002.